# Паронян, Акоп

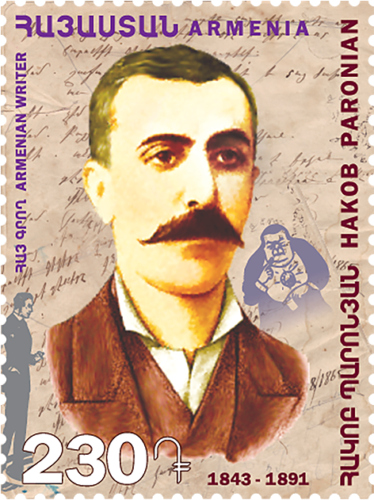
Почтовая марка Армении (2018)

Ако́п Иованнеси́ Пароня́н (з.-арм. Յակոբ Յովհաննէսի Պարոնեան; 19 ноября 1843 — 27 мая 1891) — западноармянский писатель, живший в Константинополе.

## Биография

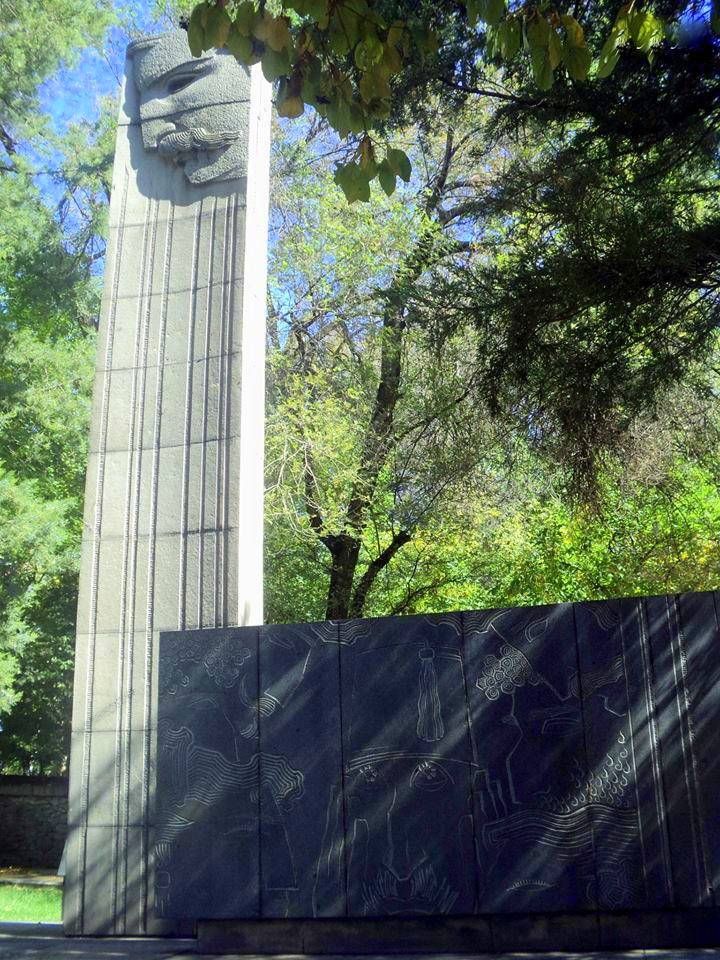
Памятник Акопу Пароняну

Акоп Паронян родился в 1843 году в Османской империи, в Адрианополе. Его отец Ованес-ага был простым человеком со средним капиталом. Предки эмигрировали из исторического города Акн. Большинство населения Адрианаполя были греками, и детство будущего писателя проходило в греческом кругу.
Своё начальное образование он получил в Аршакунском училище, которое находилось в родном городе. Его первым учителем был Нерсес Варжапетян, который в дальнейшем будет известным церковным деятелем. Про него Паронян с большим уважением упоминает в своём рассказе «Азгайин джоджер» («Национальные столпы»). В училище углублённо проходили духовные предметы, и ученики не могли получить там полное образование, однако Паронян всё равно изучает языки, особенно армянский. Училище он заканчивает в 1857 году и поступает в греческую школу Адрианаполя, где учится только один год.
После этого, как и многие армянские писатели, Паронян сменил много профессий, которые только мешали его творческой жизни и не приносили большого капитала. Этот ловкий и пылающий мечтами юноша устраивается то у изобретателя лекарств, где пишет множество стихов, то в известную французскую фирму сигарет, то у младшего брата в торговлю бухгалтером, то во французское агентство переводчиком, то домашним учителем, то в гимназию Ускюдара, где у него брал уроки Петрос Дурян.
Работая в Ускюдарской гимназии Паронян знакомится с поэтом Симоном Фелекяном и по его предложению начинает работать с газетой «Епрат». В дальнейшем он становится редактором этой газеты.
В творческой жизни Пароняна решающую роль сыграла знакомство с Арутюном Свачяном и с сатирической газетой «Мегу» («Пчела»). Некоторое время спустя он получает должность редактора и здесь. Однако из-за критических направлений власть закрывает эту газету.
После работы в «Мегу» Паронян создаёт свой газетный сборник по имени «Татрон» («театр»), который продерживается лишь три года. Одновременно печатает «Татрон манканц» (театр детей) сборник. А спустя пять или шесть лет ему удаётся создать новую сатирическую газету «Хикар» («мудрый»), которая повторяет судьбу прошлых газет. Лучшие произведения Пароняна создаются в этих сборниках. Он работал почти один и наполнял все страницы своим трудом и волей. Паронян был уверен, что оставляет потомкам богатое наследство.
В последние годы жизни нищета заставляет большого писателя-сатирика снова устроиться бухгалтером. Это работа была слишком тяжёлой для него. К тому же неизлечимая в те времена болезнь (туберкулёз) уже совершенно разрушила его здоровье. Акоп Паронян скончался в 1891 году, 27 мая.

## Память
Его именем назван Ереванский государственный театр музыкальной комедии и улица в Ереване.
Памятник Акопу Пароняну, расположенный в ереванской общине Канакер-Зейтун, между жилыми домами № 12 и 14 на проспекте Азатутян, был установлен в июле 1965 года. Включен в список недвижимых памятников истории и культуры административного района Канакер-Зейтун Еревана.

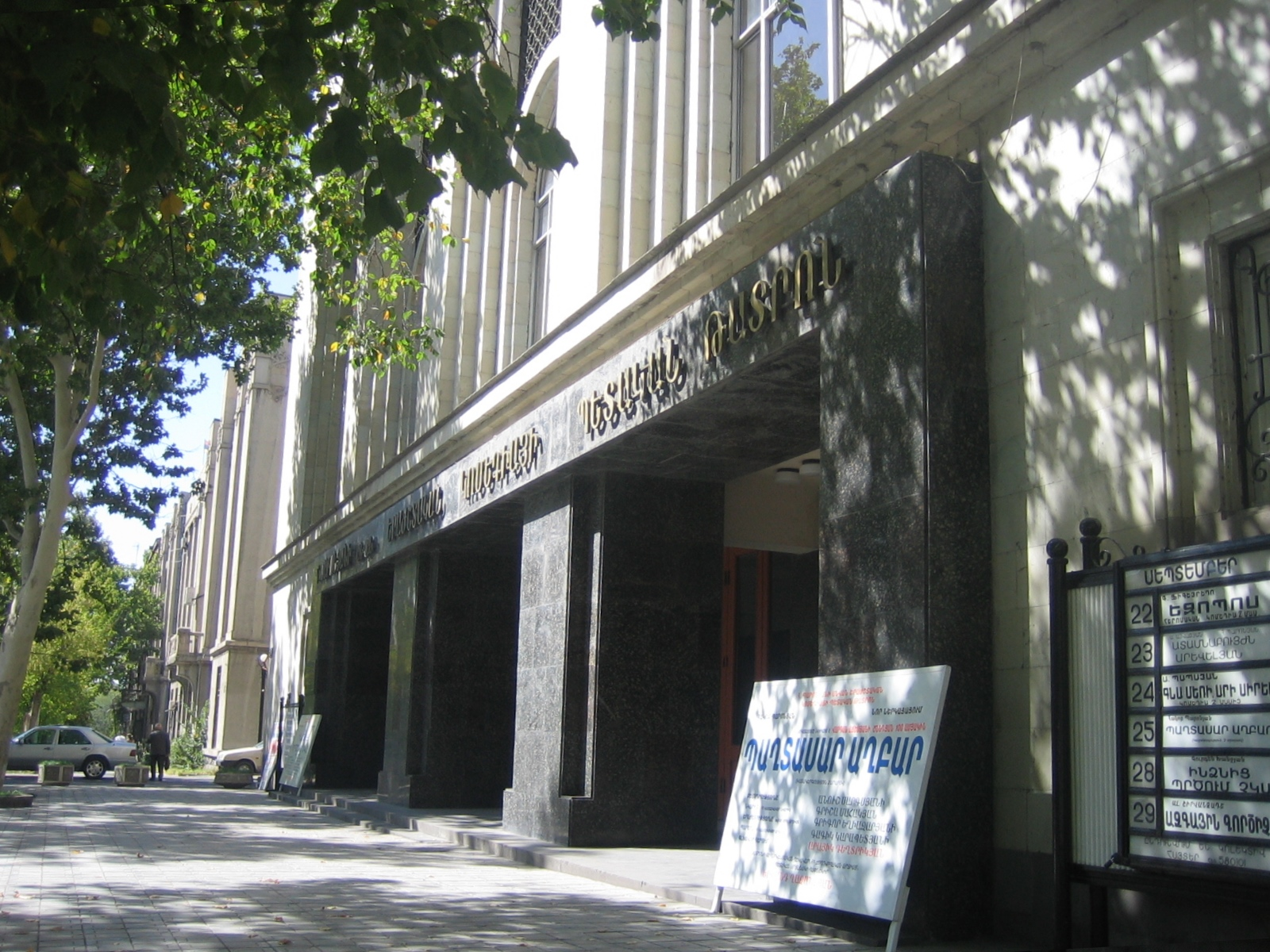
Ереванский государственный театр драмы

Церемония открытия памятника в Стамбуле состоялась 5 октября 2019 года под предводительством местоблюстителя Константинопольского патриарха ААЦ епископа Саака Машаляна.

## Экранизации
- 1964 — Мсье Жак и другие, новелла «Издержки вежливости» (по одноимённому рассказу)
- 1977 — Багдасар разводится с женой (по пьесе «Дядя Багдасар»)
- 1982 — Восточный дантист[арм.] (по одноимённой пьесе)